# パヤータイ駅
パヤータイ駅（パヤータイえき）は、タイ王国のバンコク都ラーチャテーウィー区にある、タイ国有鉄道（SRT）、エアポート・レール・リンク（ARL）及びバンコク・スカイトレイン（BTS）の駅である。

## 乗り入れ路線
タイ国鉄の東本線、エアポート・レール・リンクの路線、バンコク・スカイトレインのスクムウィット線の合計3路線が乗り入れ、接続駅となっている。スクムウィット線の駅には「N2」、エアポート・レール・リンクの駅には「A8」の駅番号が付与されている。

## タイ国有鉄道

### 概要
タイ国鉄による正式分類上では「駅」より格下の「停車場」である。このためパヤータイ停車場が正式名称となる。旅客線としては東本線が乗り入れており、ホームが設置されている。このほか、当駅の西方で北本線の駅に短絡する貨物線が乗り入れており、デルタ線となっている。
当駅を含めた周辺区間は複線で敷設されたが、エアポート・レール・リンクの建設に際しては、マッカサン駅の西方で本線から短絡線が分岐するように改められ、並行していた二線のうち一線分がフアマーク駅まで撤去され、撤去により空いた用地を利用してエアポート・レール・リンクの高架橋が建設されている。そのため、当駅の旅客線は単線で、上り列車と下り列車が同一ホームに発着している。

### 歴史
1908年1月24日、当駅付近を含むタイ国鉄東本線第1期区間バンコク（クルンテープ駅） - チャチューンサオ間が開通。1936年には、当駅の東方のマッカサン駅と、西方の北本線チットラッダー王室駅との間を短絡する貨物線が開通し、当駅付近では東線の本線と短絡線が並行して敷設されていた。
- 1908年1月24日 【開業】クルンテープ駅 - チャチューンサオ駅 (60.99km)

### 駅構造
単式ホーム1面2線の地上駅である。かつては相対式ホーム2面2線であったが、エアポート・レール・リンクの建設に伴い縮小され、貨物線側のホームは撤去されている。上屋は無くホーム上に待合室がある。

### 隣の駅
タイ国有鉄道
■東本線
ウルポン停車場 - パヤータイ停車場 - ラーチャプラーロップ停車場

## エアポート・レール・リンク

### 概要
2010年8月23日に正式開業。バンコク都内からスワンナプーム国際空港へ向かう始発駅である。開業当初は各駅停車の SA City Line のみが発着していたが、2011年6月1日より当駅発着のSA Expressが追加された。ただし2014年に休止し、その後事実上廃止となった。

### 歴史
- 2010年8月23日 【開業】スワンナプーム駅 - パヤータイ駅 (28.6km)
- 2011年6月1日 【列車種別追加】当駅発着のSA Expressが運用開始。
- 2014年4月14日 【列車種別休止・廃止】SA Express休止。その後再開されることなく廃止。

### 駅構造
相対式ホーム2面2線を有する高架駅である。スカイトレインの高架橋のさらに上をエアポートリンクの高架橋が直交して乗り越すオーバークロス構造になっている。当駅からチャオプラヤ川以東まで延伸される計画があるため、終端部はホームの少し先に設置されている。
SA Expressが設けられていた時期はSA ExpressとSA City Lineは改札入口直後で分岐し、SA Express利用者は改札直後に待合スペースが設けられていた。尚、改札には係員が常時待機して誤入場をチェックしていた。
バンコク・スカイトレインの駅との間には二階に連絡通路が整備されており、雨天時等の連絡に配慮されている。この連絡通路は開業時にはなく、開業後に建設された。

#### のりば

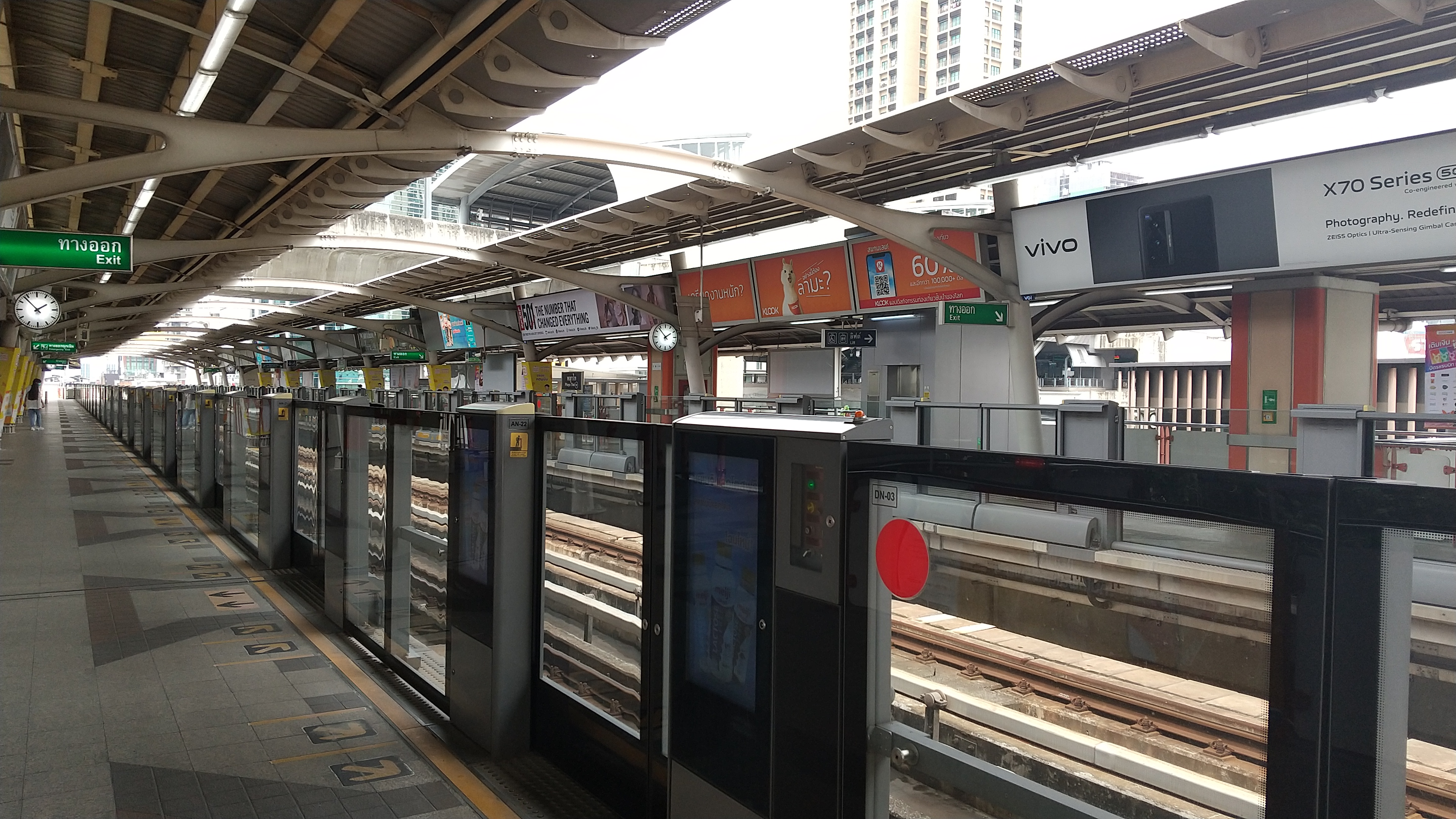
BTSホーム

| 番線 | 路線                        | 行先                           |
| ---- | --------------------------- | ------------------------------ |
| 1・2 | ■エアポート・レール・リンク | マッカサン・スワンナプーム方面 |

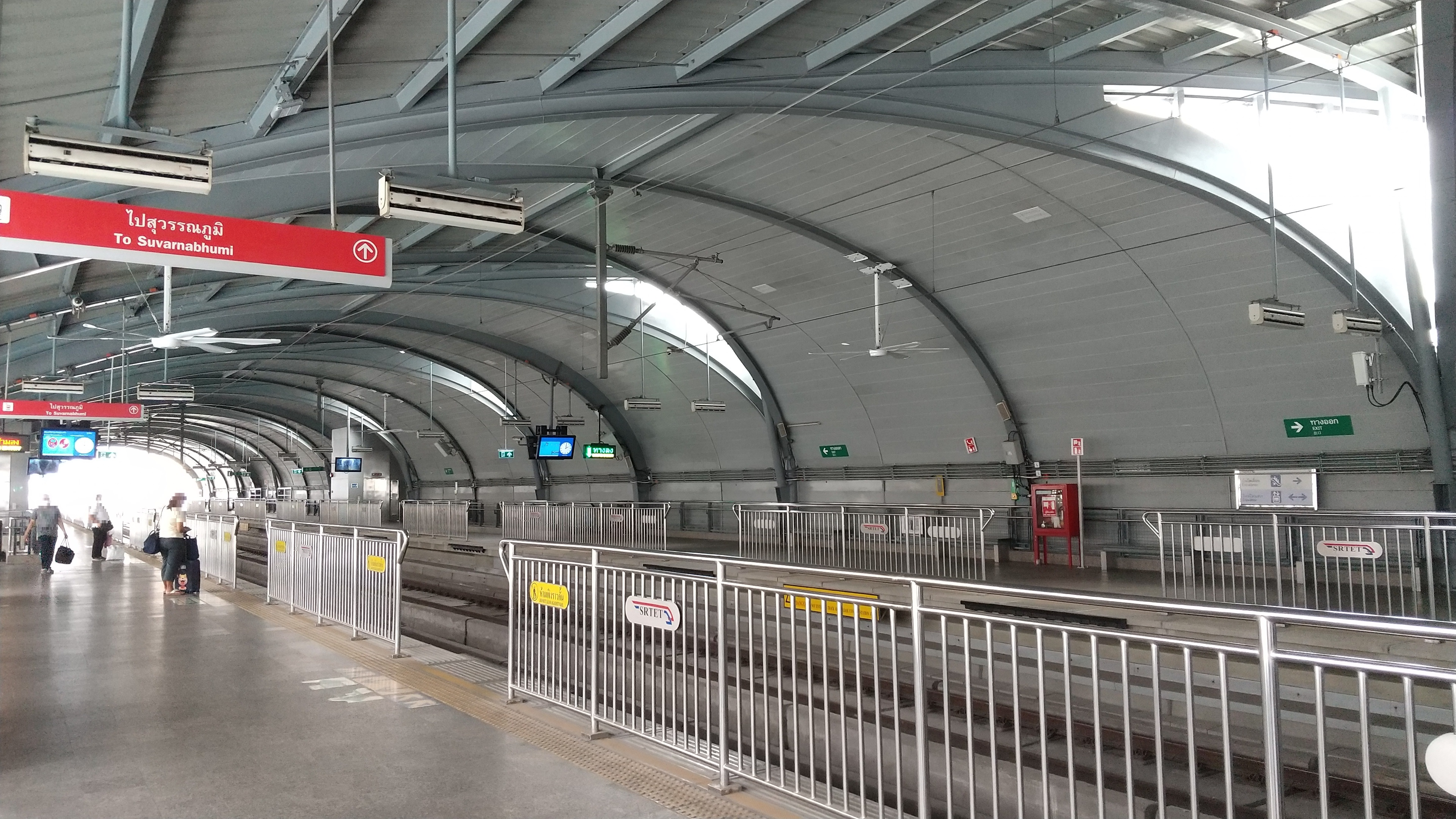
ARLホーム
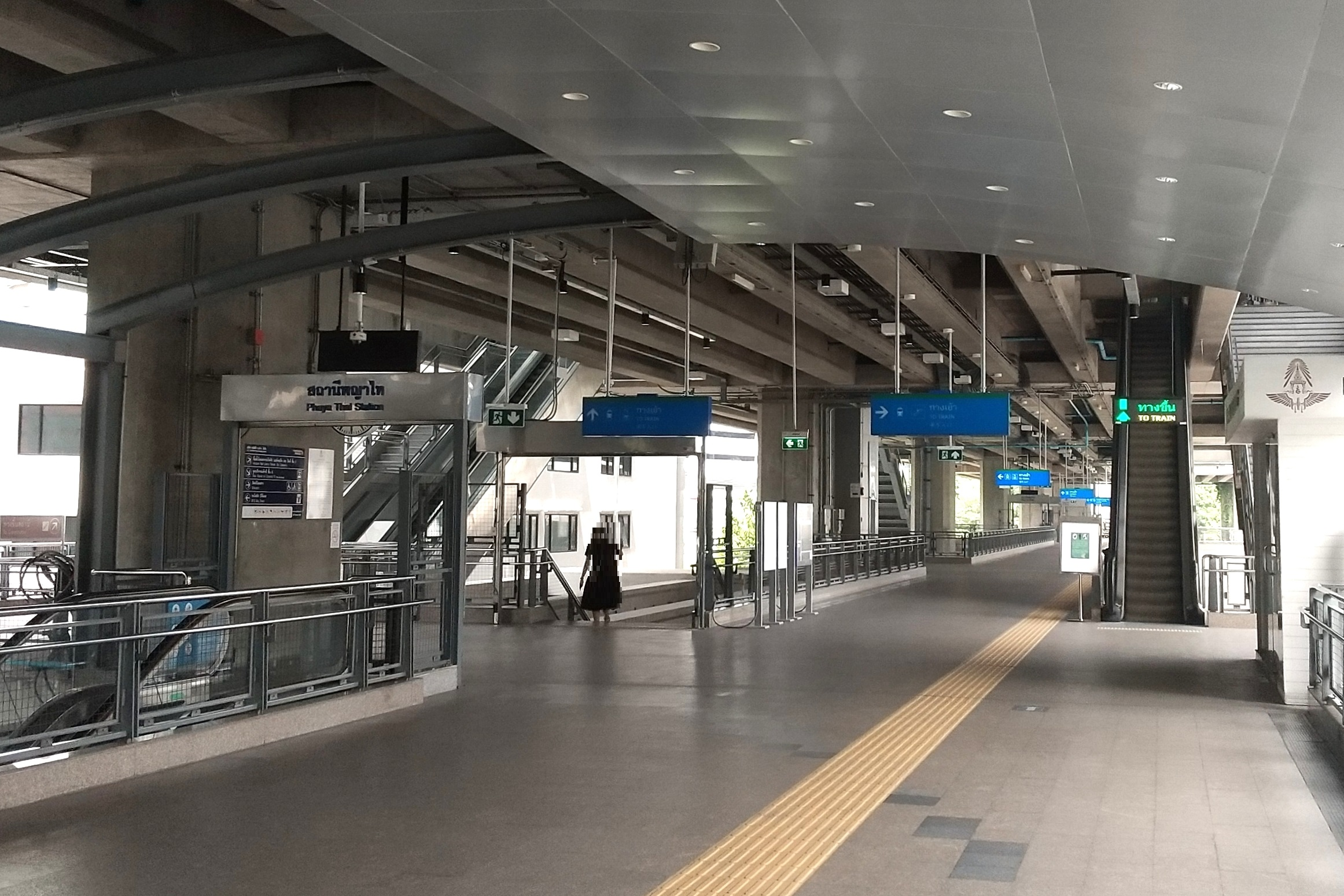
ARL駅入口（連絡通路より）

### 隣の駅
エアポート・レール・リンク
■エアポート・レール・リンク
ラーチャプラーロップ駅 (A7) - パヤータイ駅 (A8)

## バンコク・スカイトレイン

### 歴史
- 1999年12月5日 - スクムウィット線1期区間として、駅が開業。

### 駅構造
パヤータイ通り（北へ行くとパホンヨーティン通りに繋がる）の直上にある高架駅。U2階がコンコース・改札階、U3階がホーム階である。ホームは相対式2面2線を有している。2014年より可動式ホーム柵（ホームドア）の使用を開始した。

#### のりば
| 番線 | 路線              | 行先                                                                                       |
| ---- | ----------------- | ------------------------------------------------------------------------------------------ |
| 1    | ■スクムウィット線 | サイアム、アソーク、エカマイ、ケーハ方面                                                   |
| 2    | ■スクムウィット線 | アヌサーワリーチャイサモーラプーム、モーチット、ワット・プラシーマハタート、クーコット方面 |

- BTSホーム

### 隣の駅
バンコク・スカイトレイン
■スクムウィット線
アヌサーワリーチャイサモーラプーム駅 (N3) - パヤータイ駅 (N2) - ラーチャテーウィー駅 (N1)

## 駅周辺

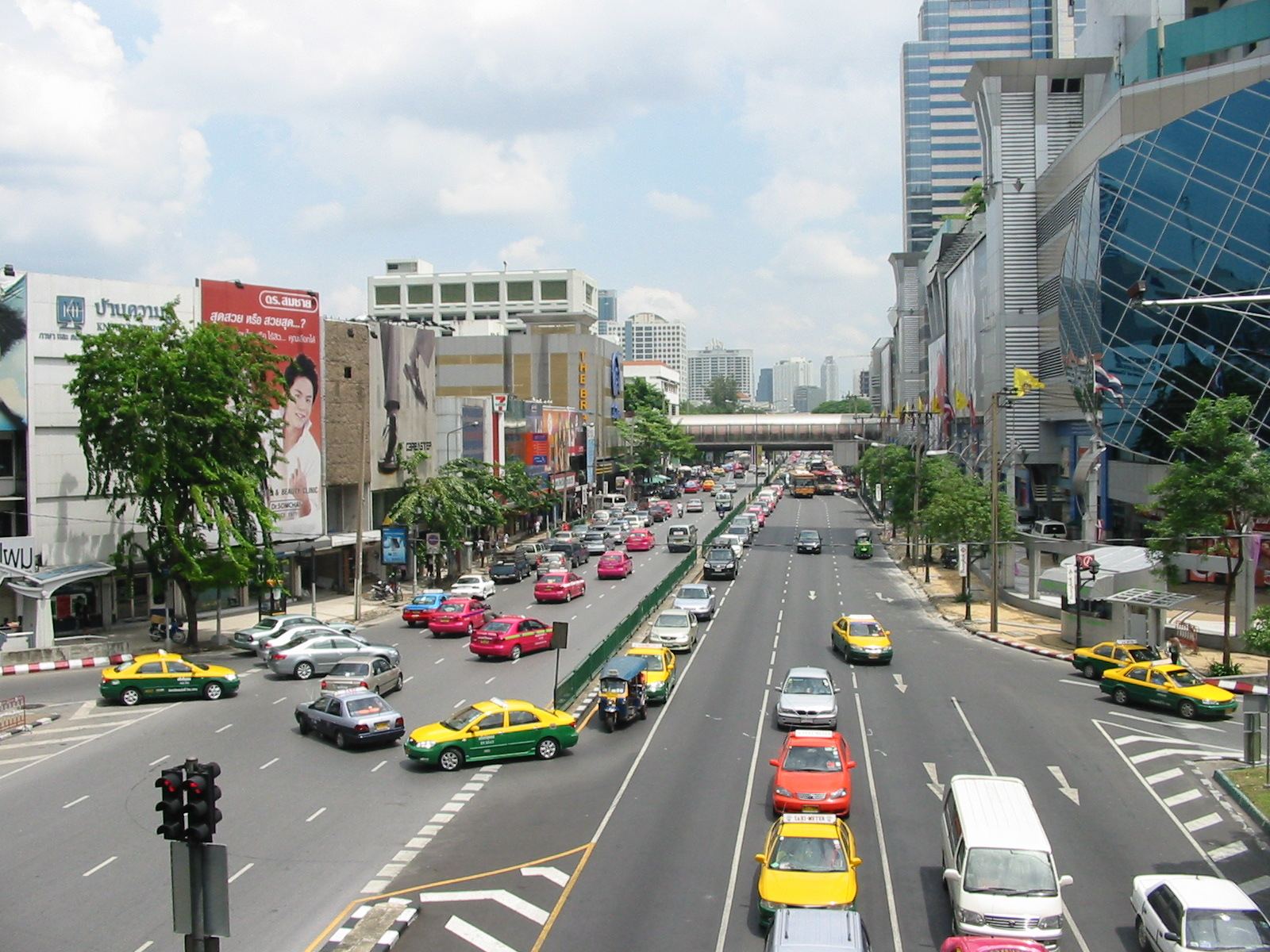
パヤータイ通り

- パヤータイ通り
- キングパワー免税店
- シー・アユタヤ通り
- スアンパッカード宮殿（タイ語版）
- サイアムシティホテル
- パヤータイ1病院
- BSVホテル
- KSLタワー
- コーンケン・シュガー・インダストリー本社
- 畜産局（タイ語版）
- タイ王国陸軍医療部（タイ語版）
- 勉強ラジオ局（タイ語版）
- 教育テレビラジオ局（タイ語版）
- パヤータイプラザビル
  - 国立教育試験研究所（タイ語版）
- ラクシュミーヴィラース宮殿（タイ語版）（閉鎖）
- タイ王室後援サイジャイタイ財団（タイ語版）
- サンティラートウィタヤライ学校（タイ語版）
- ファヤタイ学校（タイ語版）
- アムヌアイシン学校（タイ語版、英語版）
- マヒドン大学薬学部（タイ語版）
- シリピンヨービルディング（タイ語版）